# Аркосолијум
Аркосолијум је лучно засведена ниша над гробом, уграђена у његов зид или конструисана на површини.  
Овакав облик надгробног обележја јавља се у доба раног хришћанства (III—IV век), а затим и у рановизантијском периоду. Највише се срећу у сачуваним објектима се из доба Палеолога, о ч ему сведоче бројни репрезентативни споменици сачувани у храмовима Цариграда.  
У пракси градње у средњовековној Србији појава аркосолијума се везује за ширење византијског утицаја у доба краља Милутина. Поуздано датовани сачувани примерци потичу из времена након 1300. године. Овај тип гробног обележја подизан је у наосу и припрати цркава. Нарочито популаран био је међу представницима високог клира: црквених поглавара (аркосолијуми архиепископа Саве II и патријарха Јоаникија у Пећкој патријаршији) и епископа (аркосолијуми у Богородици Љевишкој, Грачаници, Бањи Прибојској).  
Током друге половине XIV и првој половини XV века аркосолијуми се јављају и над гробовима монаха (Радослављева припрата у Студеници) као и лаика (Хиландар, Богородица Перивлепта у Охриду). Средњовековни српски аркосолијуми по правилу су нише пробијене у зиду, понекад и накнадно. Само у једном случају (гроб архиепископа Саве II) састоји се од зиданог лука и архитектонске конструкције, коју чини псеудоциборијум прислоњен уза зид. Јављају се и у виду сликаног лука. Аркосолијуми су увек садржавали и сликану декорацију. Њене главне теме су композиције сахрана, молитвено обраћање за спас душе Богородици и одабраним светитељима, као и слике процветалих крстова, симбола вере у будући васкрс.  

## ЛИТЕРАТУРА
Д. Поповић, Надгробни спомеСаве Цругог из цркве св. Апостола у Пећкој патријаршији, Зборник МС ЛУ 21 (1985) 71-88; С. Ћурчић, Грачаница. Историја и архитектура, Бе-оград Приштина 1988, 142-144. 